# Sapromyza laurisilvae
Sapromyza laurisilvae är en tvåvingeart som beskrevs av Baez 2001. Sapromyza laurisilvae ingår i släktet Sapromyza och familjen lövflugor. Inga underarter finns listade i Catalogue of Life.